# Torymoides gifuensis
Torymoides gifuensis är en stekelart som först beskrevs av William Harris Ashmead 1904.  Torymoides gifuensis ingår i släktet Torymoides och familjen gallglanssteklar. Inga underarter finns listade i Catalogue of Life.